# Pinus oocarpa
Espèce
Statut de conservation UICN

 LC  : Préoccupation mineure
Pinus oocarpa est une espèce de conifères de la famille des Pinaceae.

## Répartition

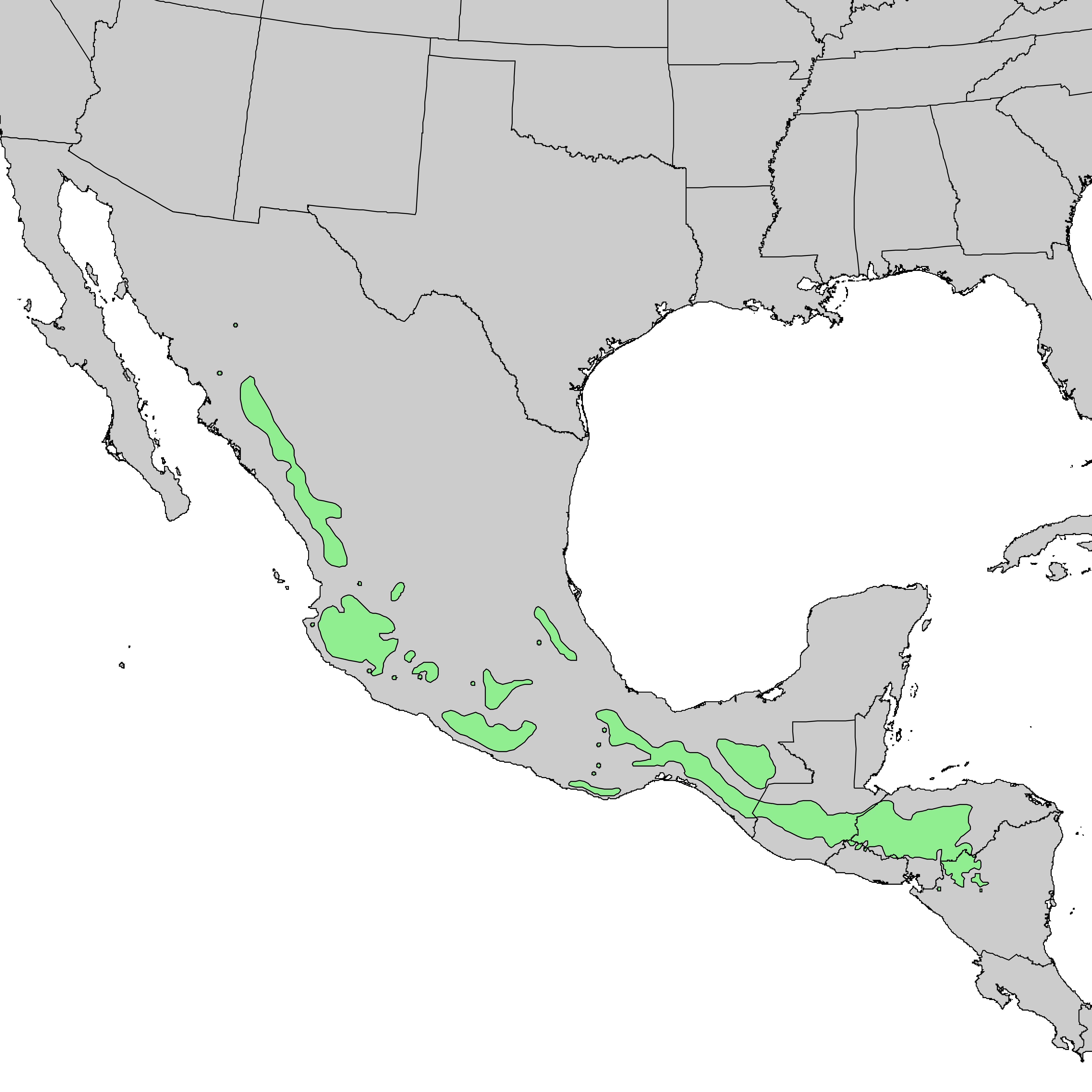
Carte de répartition de Pinus oocarpa

Pinus oocarpa se trouve au Mexique, au Guatemala, au Honduras et au Nicaragua.

## Liste des variétés
Selon Tropicos (8 août 2014) (Attention liste brute contenant possiblement des synonymes) :
- variété Pinus oocarpa var. macvaughii (Carvajal) Silba
- variété Pinus oocarpa var. manzanoi Martínez
- variété Pinus oocarpa var. microphylla Shaw
- variété Pinus oocarpa var. ochoterenae Martínez
- variété Pinus oocarpa var. oocarpa
- variété Pinus oocarpa var. oocarpoides (Lindl. ex Loudon) Endl.
- variété Pinus oocarpa var. trifoliata Martínez